# Offset
Il termine offset, o slittamento, è usato per indicare la differenza rispetto ad un valore di riferimento. È comunemente utilizzato in informatica e in elettronica.

## Offset in informatica
In informatica un offset è un numero intero che indica la distanza tra due elementi all'interno di un gruppo di elementi dello stesso tipo. L'unità di misura in cui si esprimono gli offset è normalmente il numero di elementi.
Gli offset sono usati molto frequentemente in programmazione a basso livello (ad esempio nel linguaggio assembly), e generalmente indicano il numero di byte da aggiungere ad un indirizzo di base per ottenere uno specifico indirizzo assoluto.
Nel linguaggio C il concetto di offset è centrale, perché è legato alla gestione degli array e dell'aritmetica dei puntatori; la dimensione in byte dell'offset è calcolabile moltiplicando il numero che identifica l'offset con la dimensione in byte dell'oggetto, che si ricava con l'operatore sizeof().

### Esempi
- Dato l'array di caratteri abcdef, la lettera d ha un offset di 2 rispetto alla lettera b.

## Offset in elettronica
In elettronica indica lo slittamento del livello di un segnale elettrico rispetto ad un livello di riferimento, solitamente la tensione di riferimento del circuito, se l'alimentazione è duale, l'offset può essere sia positivo che negativo.

## Offset nella forcella
Misura che serve per determinare l'avancorsa della moto/bicicletta.

## Offset nella stampa
La stampa offset si basa sulla pressione di un certo numero di cilindri di gomma sulla carta, uno per ogni colore di stampa; il rullo sul quale viene stampato il primo colore dell'immagine viene poi riavvolto e il colore successivo impresso nella posizione corretta; la localizzazione avviene attraverso delle immagini dette crocini di registro e dei sensori ottici; viene utilizzata la repulsione tra acqua e sostanze grasse, tra cui ci sono anche gli inchiostri per trasferire l'immagine dal cliché al cilindro di gomma, dal quale poi viene trasferito sulla carta.

## Offset nel commercio internazionale delle armi
Gli offset sono pratiche internazionali e legali nell'ambito dell'industria della difesa e nel settore aerospaziale. I nomi internazionali utilizzati per questi accordi collegati al commercio di armi sono svariati: compensazioni o partecipazioni industriali, cooperazione industriale, bilanciamenti, contropartite, ritorni industriali.
Vedi partecipazioni industriali militari.

## Offset nel CAD
Nel disegno CAD l'offset è una funzione che permette di ottenere, a partire da una poligonale o più in generale da una curva, un'altra curva che in qualche modo si può considerare parallela a quella di partenza. La funzione offset è regolata da un parametro numerico il cui valore determina la distanza fra la curva originale e quella di arrivo. Il segno di tale parametro numerico indica da quale parte rispetto alla curva di partenza si troverà la curva finale. Ad esempio se la curva di partenza è chiusa e non intrecciata, cioè tale da individuare un "interno" ed un "esterno" della curva, allora l'offset con parametro negativo determina una curva che si trova all'interno della curva di partenza; se il parametro è positivo l'offset determina una curva che si trova all'esterno della curva di partenza.